# Model atomu Rutherforda

Atom w modelu Rutherforda

Model atomu Rutherforda – opublikowany w 1911 roku model atomu opracowany przez Ernesta Rutherforda.
Pod kierownictwem Rutherforda w roku 1909 Ernest Marsden i Hans Geiger przeprowadzili słynny eksperyment, z którego wynikało, że model atomu Thomsona nie wyjaśnia poprawnie rozpraszania promieniowania alfa przez materię.
Nowy model atomu oparty na rezultatach eksperymentu wprowadzał bliskie współczesnemu modelowi założenia:
- ładunek dodatni zgromadzony jest w niewielkim a przez to bardzo gęstym jądrze gromadzącym większość masy atomu,
- ujemnie naładowane elektrony okrążają jądro, podobnie jak planety okrążają Słońce.

W 1913 roku Niels Bohr na podstawie założeń Rutherforda stworzył nowy model, znany później jako model atomu Bohra, w którym uwzględnione zostały efekty kwantowe.

## Symbolika
Pomimo że o budowie atomu wiadomo obecnie dużo więcej, podstawowa koncepcja modelu, dotycząca niewielkich rozmiarów jądra w porównaniu z rozmiarami całego atomu, pozostała prawdziwa i odegrała ważną rolę w fizyce. Planetarne wyobrażenie atomu do dziś używane jest jako symbol energii atomowej, np.:
- logo amerykańskiej Atomic Energy Commission
- flaga Międzynarodowej Agencji Energii Atomowej składa się z modelu Rutherforda otoczonego gałązkami oliwnymi
- na mapach używa się go jako symbolu elektrowni atomowych